# روزی عالی در هارلم

روزی عالی در هارلم

روزی عالی در هارلم نام عکسی سیاه و سفید از ۵۷ هنرمند جاز است که در سال ۱۹۵۸ در خیابانی در محله هارلم نیویورک گرفته شد.
این عکس را آرت کین برای مجله اسکوایر گرفت و در سال ۱۹۵۹ در آن مجله چاپ شد.
دربارهٔ این عکس فیلم مستندی در سال ۱۹۹۴ ساخته شد.
بخشی از داستان فیلم ترمینال اثر استیون اسپیلبرگ و بازی تام هنکس به این عکس مربوط است.

## هنرمندان حاضر در عکس
| - Red Allen - Buster Bailey - کاونت بیسی - امت بری - آرت بلیکی - Lawrence Brown - Scoville Browne - Buck Clayton - Bill Crump - Vic Dickenson - Roy Eldridge - آرت فارمر | - Bud Freeman - دیزی گیلیسپی - Tyree Glenn - بنی گلسن - Sonny Greer - Johnny Griffin - Gigi Gryce - کلمن هاوکینز - J.C. Heard - Jay C. Higginbotham - Milt Hinton - Chubby Jackson | - Hilton Jefferson - Osie Johnson - Hank Jones - جو جونز - Jimmy Jones - Taft Jordan - Max Kaminsky - جین کروپا - Eddie Locke - ماریان مک‌پارتلند - چارلز مینگس - Miff Mole | - تلانیوس مانک - جری مالیگن - Oscar Pettiford - Rudy Powell - Luckey Roberts - سانی رالینز - Jimmy Rushing - Pee Wee Russell - Sahib Shihab - هوراس سیلور - Zutty Singleton - Stuff Smith | - Rex Stewart - Maxine Sullivan - Joe Thomas - Wilbur Ware - Dickie Wells - جرج وتلینگ - Ernie Wilkins - Mary Lou Williams - لستر یانگ |